# Arafat
Ej at förväxla med Ararat.

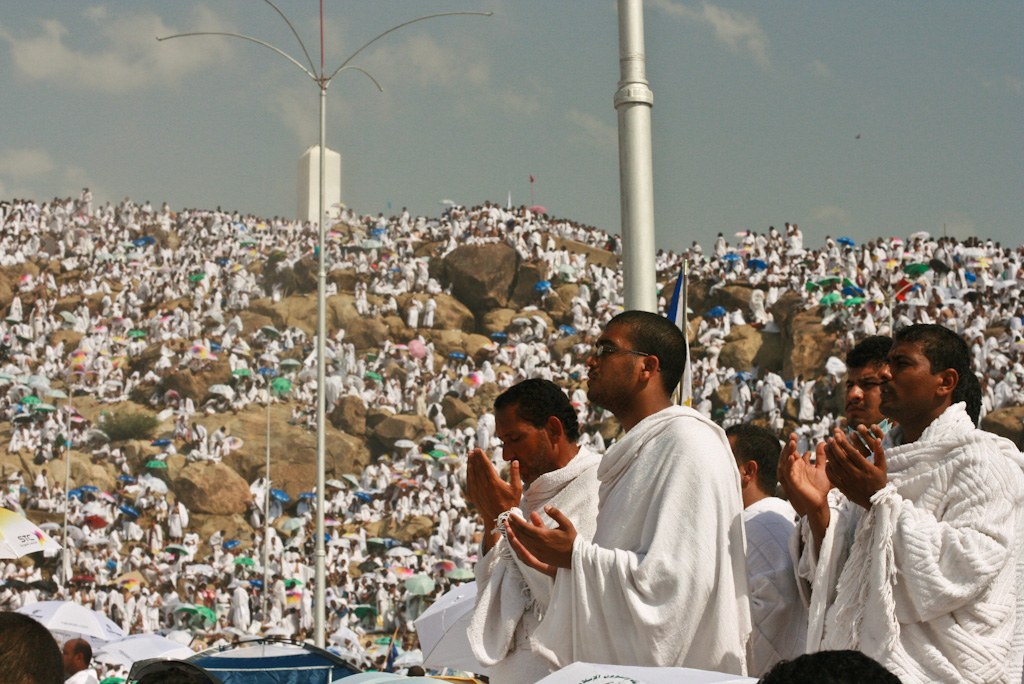
Muslimska pilgrimer som ber vid Arafat.

Arafat (arabiska: جَبَل عَرَفَات), även känt som Arafatberget och Jabal al-Rahmah (Barmhärtighetens berg), är ett berg som ligger 2 mil från Mecka i Saudiarabien och är ungefär 70 meter högt. Under hajj gör pilgrimerna ett stopp vid Arafat.